# Jaime Sanín Echeverri
Jaime Sanín Echeverri (Rionegro, 1922-Bogotá, 1 de marzo de 2008) fue un destacado escritor, periodista, historiador, humanista y político colombiano célebre por ser miembro de la Academia Colombiana de la Lengua. La obra que lo hizo más popular en su país fue Una mujer de cuatro en conducta la cual fue llevada a la televisión. Es el padre de Noemí Sanín y el abuelo de Carolina Sanín.

## Vida
Sanín Echeverri nació en la ciudad de Rionegro en 1922. Era hijo de Andrés Sanín Llano, un médico, y Clara Echeverri. Pasó un tiempo en el seminario a partir de 1935 con los jesuitas pero no prosperó en la vocación. Sin embargo, dicha experiencia le dejaría una evidente influencia espiritual en sus obras. En cambio sí le atrajo fuertemente el periodismo a lo que le dedicaría el resto de su vida, así como a la literatura.  Estudió Derecho en la Universidad Pontificia Bolivariana.

## Periodista
Como periodista su nombre se haría familiar en el diario medellinense El Colombiano y en El Espectador, fundó la revista Arco y trabajó para Colprensa, la Agencia de Noticias colombiana, así como el periódico El Pueblo. Fue director de La Última Hora un programa periodístico radial de la Emisora La Voz de Antioquia. Fue uno de los fundadores y propietarios de la programadora de televisión Promec, dirigió numerosas series de televisión como Revivamos Nuestra Historia con Eduardo Lemaitre, Dialogando, Valores Humanos, Tú y la Música y otros muchos más con un contenido evidentemente humanista y formativo.

## Escritor
La obra que lo hizo famoso en Colombia fue "Una mujer de cuatro en conducta", publicada en Medellín por la Imprenta Departamental de Antioquia en 1948 y que fue llevada al teatro y a la televisión.

## Profesor
Fue elegido rector de la Universidad de Antioquia en 1960. Fue director del SENA, director de la Asociación Colombiana de Universidades y rector de la Universidad Pedagógica de Bogotá. El 21 de julio de 2006 la Fundación Universitaria Luis Amigó le concedió el doctor honoris causa en Ciencias Humanas por sus actividades académicas y humanistas. Era también miembro de la Académica Colombiana de la Lengua en la cual pudo conocer numerosas personalidades del mundo de la literatura como el poeta Pablo Neruda.
Como académico dejó notables estudios y biografías entre los que se cuentan:
- El estudio y la cuestión social (1934).
- Las misiones en Colombia (1938).
- Palabras de un viejo maestro (1949)
- Crónicas de Medellín (1950).
- ¿Es posible en Colombia un salario familiar? (1953)
- ¿Quién dijo miedo? (1960).
- Acercamiento a la Universidad (1961).
- Palabras de un viejo colega (1964).
- La universidad nunca lograda (1971).
- Emilio Robledo (1974).
- La chozna tortuga (1976).
- Ospina supo esperar (1978).
- El obispo Builes (1988).

## Funcionario
Su gran prestigio lo llevó a desempeñar numerosos cargos oficiales como gerente del Instituto Colombiano de Seguros Sociales en Medellín, cónsul en Génova. Asimismo, se desempeñó como director de la Corporación Barrio La Candelaria de Bogotá entre 1988 y 1989, en donde lideró la restauración de valores culturales de la capital colombiana, tales como el Camarín del Carmen, el supermercado de La Concordia, e inaugurando la Plazoleta del Rosario, entre otros.